# HyperMemory
HyperMemory ist eine Technologie von ATI Technologies zur Nutzung des Hauptspeichers als Teil des Gesamtspeichers, der der Grafikkarte zur Verfügung steht. Es wird in der Radeon-Produktlinie eingesetzt und verwendet die schnelle Datenübertragung von PCI-Express.

System mit und ohne HyperMemory

Um Leistungseinbrüche zu vermeiden, verfügen die Grafikkarten über einen vergleichsweise kleinen, eingebauten Speicher mit schnelleren Zugriffszeiten als der Arbeitsspeicher des Systems, der über einen 32- oder 64-Bit Bus an die GPU angebunden ist (engl. local memory). Daten von hoher Relevanz werden in dem schnelleren, eingebauten Speicher abgelegt, die anderen im Hauptspeicher. Dem Nutzer bleibt diese Technik verborgen, er kann die Speicherverwaltung nicht beeinflussen. Systeme mit HyperMemory werden oft mit 512 MB RAM beworben, womit aber nur der maximal mögliche Speicher gemeint ist.
Die HyperMemory-Technologie wurde entwickelt, um Kosten zu reduzieren, da der Hardware-Aufwand auf der Grafikkarte selber reduziert werden kann. Diese Lösung erreicht exzellente Qualität im 2D-Bereich, kann aber auch bei modernen 3D-Spielen brauchbare Ergebnisse erzielen. Jedoch ist die Leistung nicht mit Modellen vergleichbar, die mit einer breiteren Speicheranbindung (128/256/512 Bit) und größerem, eigenem Grafikspeicher (128/256/512/1024 MB) aufwarten. Grafikkarten ohne HyperMemory können zwar auch auf den Hauptspeicher zugreifen, sind aber meist nicht so stark darauf angewiesen wie HyperMemory-Systeme mit wesentlich kleinerem eigenen Speicher.
Eine vergleichbare Technik von Nvidia nennt sich TurboCache.